# Ácido ursólico
El ácido ursólico es un compuesto triterpénico pentacíclico, es decir, de 30 carbonos que está conformado por 5 anillos. Este compuesto se encuentra en varias especies vegetales, y en la mayoría de los casos aparece junto a su isómero, el cual se denomina ácido oleanólico. Se ha encontrado que tiene varios efectos biológicos como sedación, antiinflamatorio, antibiosis, antidiabético, antiulceroso, anticancerígeno y antimicrobiano. Recientemente se ha descubierto que puede servir para bajar de peso y fortalecer los músculos.

## Funciones
Las acciones del ácido ursólico están fuertemente ligadas a la medicina. Estas funciones se resumen a continuación:
- Una acción importante es la inhibición del avance de tumores en la piel. Para esto se ha visto que el ácido ursólico, junto con su isómero, el ácido oleanólico, se han aislado de la planta Glechoma hederacea, y estos inhiben el crecimiento del tumor inducido por el activador tisular del plasminógeno (ATP) en ratones. Este tratamiento se está probando para prevenir el cáncer en la piel y se realizan estudios sobre su utilidad en el tratamiento de otros tumores diferentes. Se ha considerado como un ejemplo del nuevo tipo de fármacos anticancerígenos de baja toxicidad y gran eficacia.

- Tiene una acción antiinflamatoria. Esta es una función que caracteriza a los compuestos triterpénicos (de 30 carbonos). Para esto, el ácido ursólico inhibe las vías de la ciclooxigenasa, la 5-lipoxigenasa y la elastasa de los leucocitos humanos.

- El ácido ursólico también se utiliza como ayuda para el crecimiento del cabello, dado que estimula la circulación sanguínea en el cuero cabelludo y la activación de los queratinocitos.

- Funciona como antimicrobiano, porque inhibe el crecimiento de algunas variedades de Staphylococcus, Microsporum lenosum y Candida albicans.

- Para el envejecimiento, el ácido ursólico mejora y refuerza el colágeno cutáneo, lo que le da una mayor elasticidad a la piel y mejora el aspecto de las arrugas y de las manchas. Para esto se utiliza en cosméticos para las arrugas.

- Se ha encontrado que el ácido ursólico que contiene la cáscara de las manzanas puede ayudar en el fortalecimiento de los músculos y para bajar de peso. Esto es porque estimula el crecimiento muscular y produce grasa marrón, lo que ayuda al cuerpo a quemar más calorías. Al estimular el crecimiento de los músculos, hace que el cuerpo queme más calorías haciendo actividad física. Por otra parte, al producir grasa marrón, este tipo de tejido adiposo ayuda a quemar calorías para producir calor y mantener la temperatura del cuerpo. Esto se da porque el tejido marrón no almacena grasa sino que la quema.